# Дурасов, Николай Алексеевич
Николай Алексеевич Дурасов (1760, Синбирск — июнь 1818) — московский богач, оригинал и светский лев из рода Дурасовых, создатель и владелец приволжского имения Никольское-на-Черемшане и подмосковной усадьбы Люблино.

## Биография
Родился в Синбирске (ныне Ульяновск) в 1760 году. Сын бригадира Алексея Николаевича Дурасова, который переселился из Синбирска в Москву после брака с Аграфеной Мясниковой, старшей дочерью баснословно богатого уральского заводчика И. С. Мясникова, выходца из купцов-староверов. Провинциалы, хотя и отстроили для себя огромный особняк на Покровском бульваре и купили у князя Щербатова «подмосковную» Царёво, не сразу были приняты кичливой московской знатью, которая посматривала на них свысока. Ходили слухи, что дочери Мясникова, жившие в окружении многочисленных приживалок и в свет не выезжавшие, тайно исповедуют раскол и в том же духе воспитали своё потомство.

### Житьё на Волге

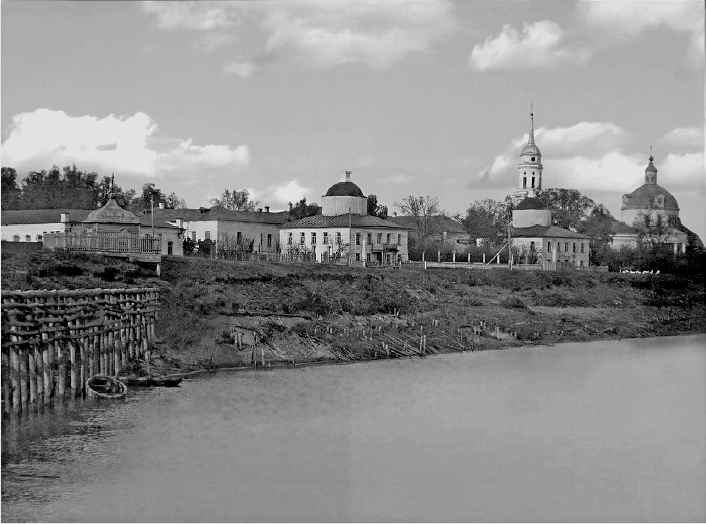
Село Никольское-на-Черемшане.

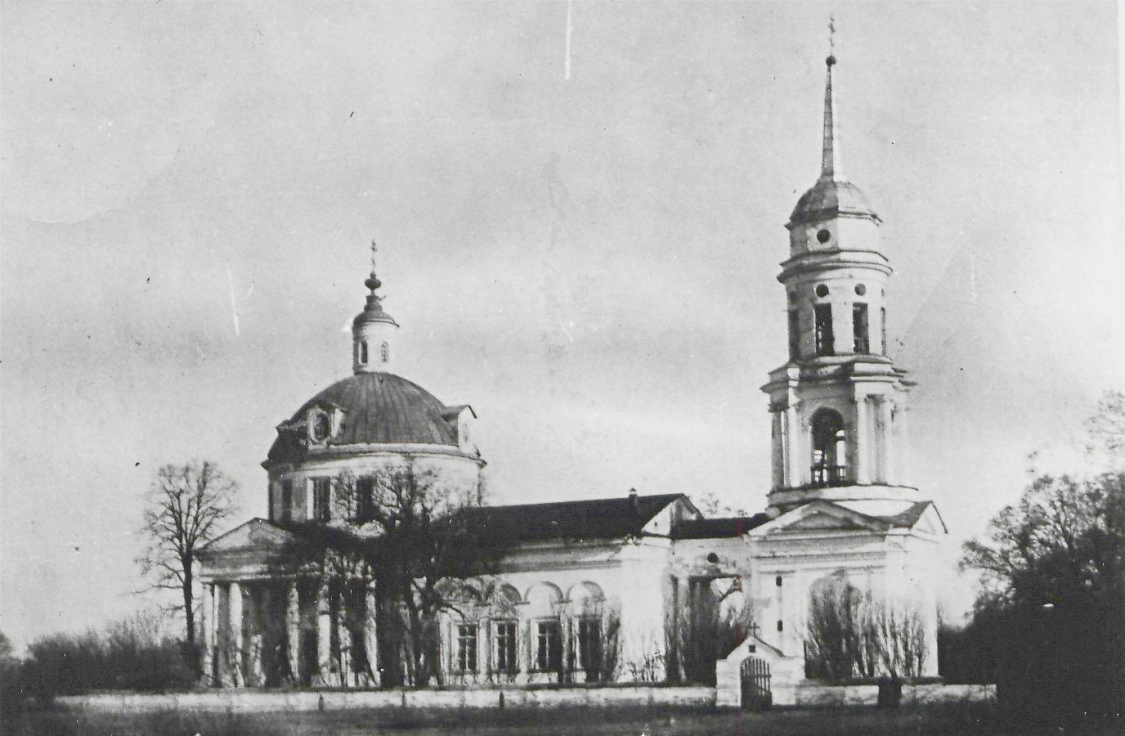
Казанско-Богородицкая церковь (Никольское-на-Черемшане).

Николай Дурасов с 1784 г. служил офицером в лейб-гвардии Измайловском полку, пока не унаследовал, ближе к концу царствования Екатерины II, состояние родителей. Из дедовских мануфактур ему достались Верхоторский и Юрюзань-Ивановский заводы. Великое богатство позволило ему оставить службу и поселиться в отцовском имении Никольское, стоявшем на левом берегу Волги. В 1792 г. императрица «Всемилостивейше пожаловать соизволила в отставку» Дурасова «с награждением бригадирским чином».
В селе Никольском Николай Дурасов выстроил огромную усадьбу с каменными флигелями, манежем, с садом-парком и оранжереями, в 1794 году, по проекту Ивана Еготова, была построена Казанско-Богородицкая церковь.

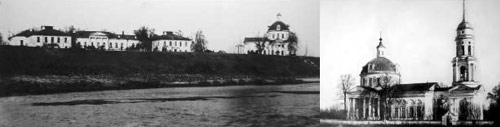
Никольское-на-Черемшане

Небольшого роста, но желавший иметь всё огромное, хлебосольный и радушный хозяин на свои никольские пиршества Дурасов созывал чуть ли не всю Симбирскую губернию. Имел Дурасов собственный театр (всего было три труппы: Синбирске, Архангельском и Никольском ) и оркестр, был широко известен своим гостеприимством. Никольское в те годы стало центром усадебной культуры Приволжья.
Поразительное впечатление, которое производили на захолустных помещиков богатая усадьба Дурасова и его чудачества, передано на страницах книги «Детские годы Багрова-внука» С. Т. Аксакова, который вместе с семьёй гостил у него в 1798 году. Мемуаристы отмечают его стремление произвести впечатление на приезжих и вместе с тем отсутствие подлинного воспитания и вкуса. В Поволжье надолго запомнили, как «к Дурасову съезжалось дворянство трёх губерний, и он устраивал пиры с черемшанскими стерлядями, давно теперь разбежавшимися от устройства мельницы».

### Московский оригинал

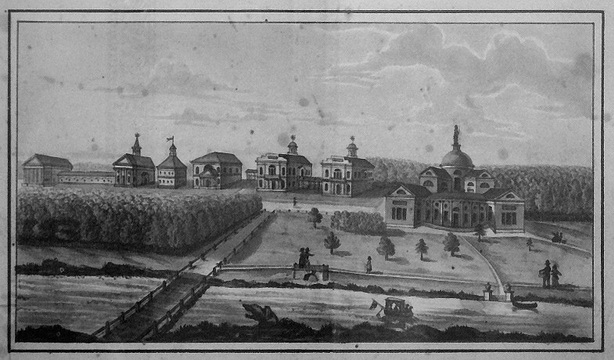
Люблино при Дурасове.

В 1800 г. Дурасов купил у князя А. В. Урусова, оплакивавшего смерть единственной дочери, подмосковное Люблино и велел строить там виллу в форме полученного им незадолго перед тем от императора Павла ордена Святой Анны; статую же этой святой он велел водрузить на крышу здания. Ничего более экстравагантного в Москве ещё не видели.

«с надменной уверенностью позволял себе иногда нестерпимые выходки, хвастовство и глупые шутки, которым и хохотал. Он хвастал богатством, презирая всякий ум и всякие талант и учёность, унижал их с каким-то глупым наслаждением… жил в своём Люблине как сатрап, имел в садках всегда готовых стерлядей, в оранжереях огромные ананасы, и был до эпохи французов, всё изменившей, необходимым лицом общества, при тогдашней его жизни и тогдашних потребностях».

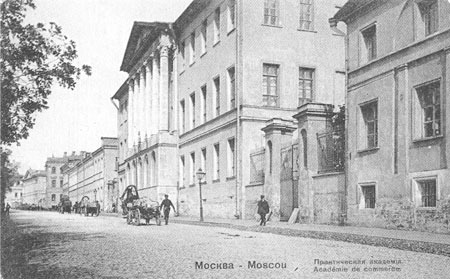
Дом Дурасова на Покровском бульваре.

Крепостной театр Дурасова в Люблине славился на всю Москву и наряду с шереметевским был широко известен в России. Славился Дурасов и своей люблинской оранжереей, где он устраивал пиршества. Оранжерея Дурасова насчитывала десять залов, в которых росло много диковинного, в том числе апельсины и финики.
Об изысканном хлебосольстве симбирского гурмана шутили на все лады. Так, 8 октября 1817 Вяземский П. А. писал Тургеневу А. И. из Остафьева: «Я вижу отсюда Дурасова, который представителем древней столицы въезжает по Красному крыльцу верхом на стерляди и подносит двору от московского дворянства кулебяку». В. Л. Пушкин в письме П. А. Вяземского к А. И. Тургеневу от 16 января 1819 из Москвы сделал приписку: «Вяземский утверждает, что я в Москве заступил место покойного Николая Алексеевича Дурасова, что у меня за обедом птицы райские и рыбы заморские, но это шутка».
Англичанка Вильмот, посетившая в 1806 г. устроенный Дурасовым приём в честь княгини Дашковой, писала, что «всё было как в волшебном замке; правда, невысокого Дурасова скорее можно принять за карлика, а не за рыцаря — владельца такого изумительного поместья». Известен также торжественный приём, устроенный Дурасовым в Люблине в честь императрицы Марии Фёдоровны. Позднее в память об её приезде один из залов господского дома был украшен бронзовым бюстом императрицы с надписью на пьедестале: «В память посещения Люблина императрицей Марией Фёдоровной. Мая, 23 дня 1818 года».
Во время нашествия французов и формирования дворянского ополчения благосостояние Дурасова пошатнулось до такой степени, что он продал Юрюзаньский и Минский заводы купцу Старикову. В качестве помощника начальника Комиссии провиантской части «все поручения исполнял с похвальным усердием», за что был представлен к ордену св. Анны 2-й степени. После войны состоял членом комиссии, которая рассматривала прошения пострадавших от нашествия, причём для поправления собственных имений выхлопотал в Опекунском совете заём в 42 тысячи рублей.
В 1818 году отставной бригадир Н. А. Дурасов был переименован в действительные статские советники (гражданский чин, соответствующий генеральскому). Когда он умер в июне того же года, современники винили в том врачей, якобы залечивших его от карбункула на шее до заражения крови. А. Я. Булгаков писал Вяземскому в Варшаву: «Пожалей, брат, о бедном Дурасове. Он умер. Я видел похороны, которые были пышны слезами. Добрый был человек. Весь город жалеет о смерти его». 
Похоронили Дурасова в оригинальной, как и всё, чем он занимался, ампирной церкви, выстроенной им в имении Царёво-Никольское, дабы служить семейной усыпальницей; могила не сохранилась.

## Наследники
Н. А. Дурасов всю жизнь прожил холостяком и не имел прямых потомков. После него Люблино унаследовала    сестра Аграфена Алексеевна (ум. 1835), хозяйка подмосковных Горок. Она вышла замуж за генерал-лейтенанта  Михаила Зиновьевича Дурасова (1772—1828), сохранив, таким образом, родительскую фамилию. Впоследствии её имения унаследовал зять А. А. Писарев.

Второй наследницей Н. А. Дурасова была его сестра Степанида Алексеевна, вышедшая замуж за графа Фёдора Толстого (1758—1849). Она похоронена рядом с братом в царёвском храме. Её дочь Аграфена Закревская — знаменитая в своё время красавица, в которую был влюблён Пушкин.

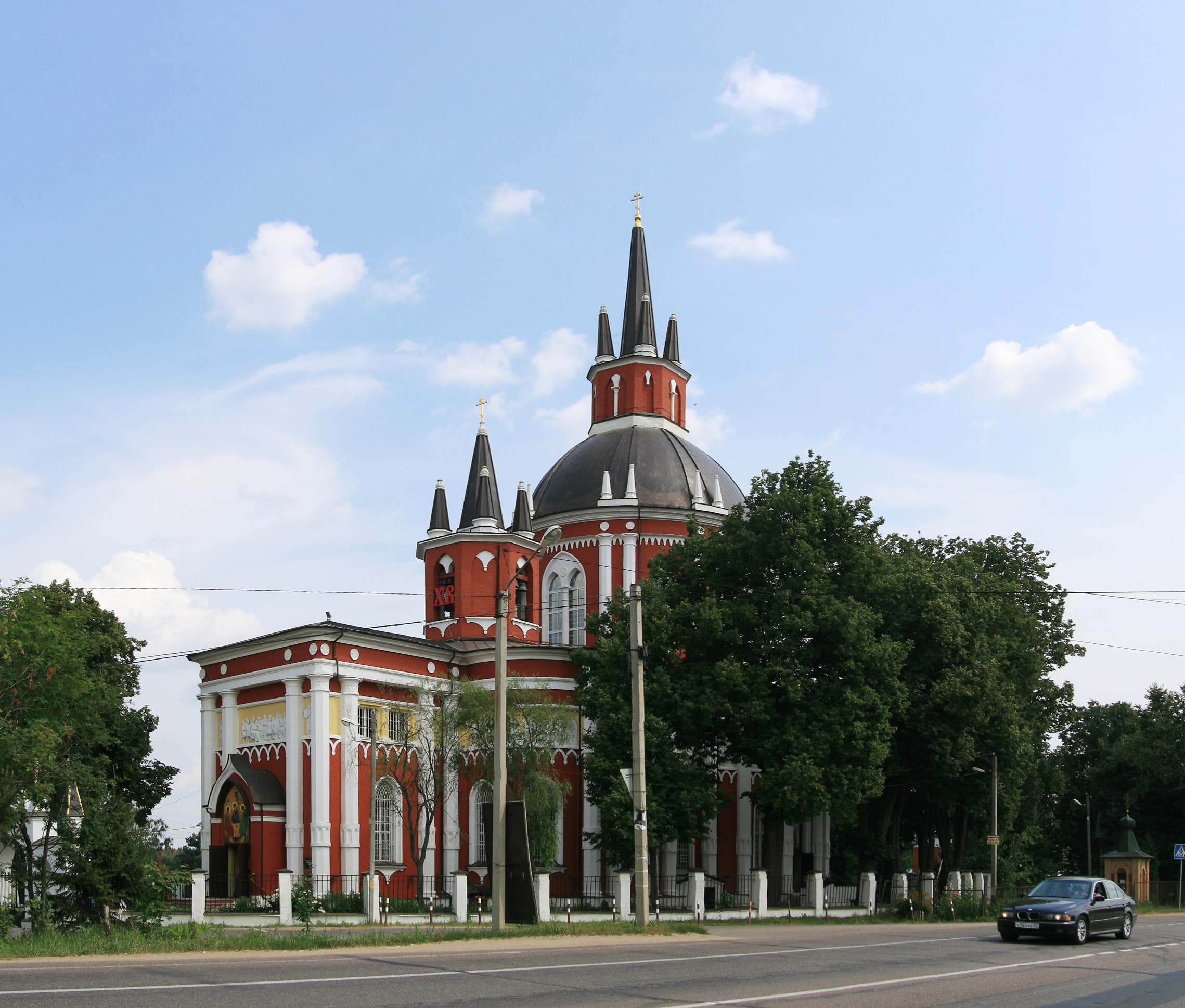
Усыпальница Дурасовых в Царёве-Никольском
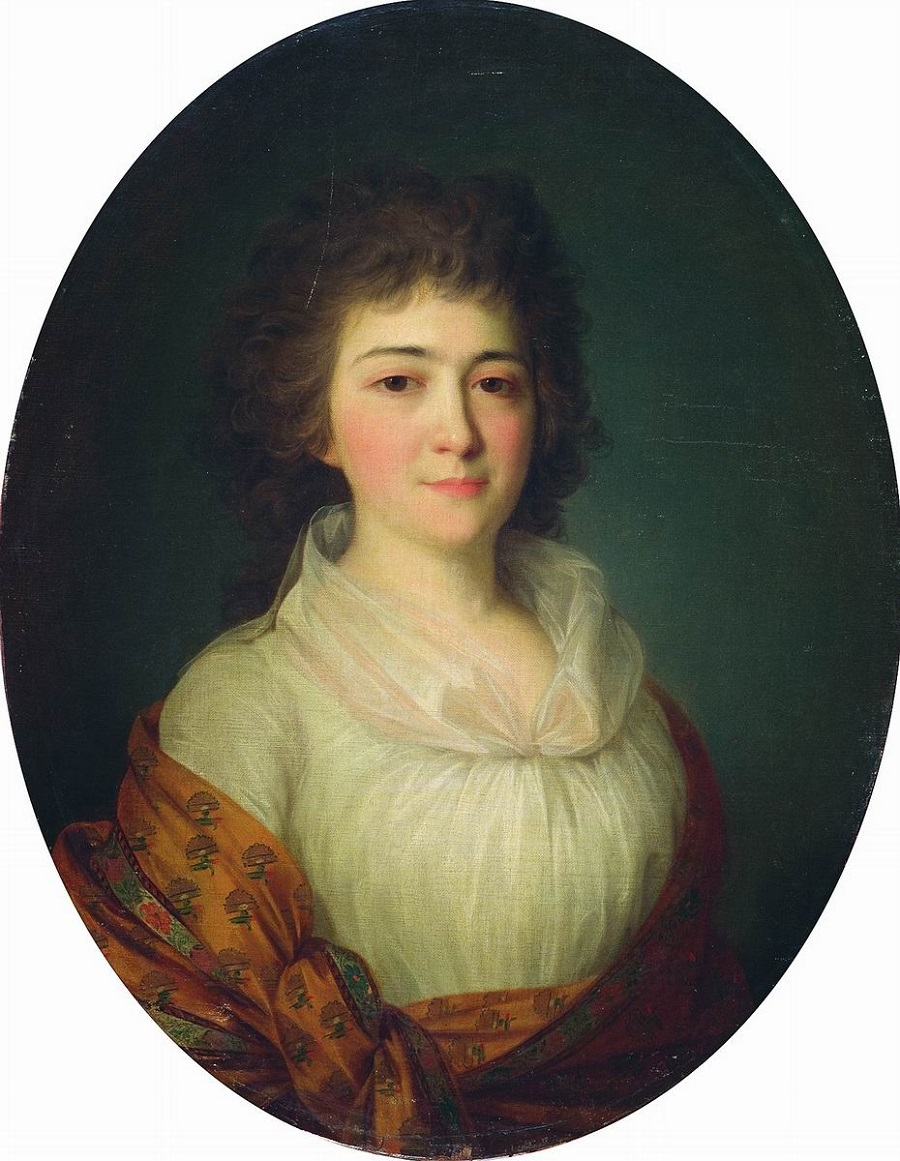
Аграфена Дурасова.